# آبادی زامبی‌ها در دل کویر
آبادی زامبی‌ها در دل کویر (انگلیسی: Oasis of the Zombies) یک فیلم ترسناک فرانسوی به کارگردانی خسوس فرانکو است که در سال ۱۹۸۲ منتشر شد. از بازیگران آن می‌توان به ادواردو فاخاردو، آنتونیو مایانس و لینا رومای اشاره کرد.